# Woodstock (Ontario)
Woodstock – miasto (ang. city) w Kanadzie, w prowincji Ontario, w hrabstwie Oxford.
Liczba mieszkańców Woodstock wynosi 35 480. Język angielski jest językiem ojczystym dla 88,2%, francuski dla 1,4% mieszkańców (2006).